# جاي لونش
جاي لونش (بالإنجليزية: Jay Lynch)‏ (7 يناير 1945، نيوجيرسي في الولايات المتحدة - 5 مارس 2017، كاندور في الولايات المتحدة)؛ كاتب للأطفال، صحفي وروائي أمريكي.